# Kaiturinsaari (ö i Birkaland)
Kaiturinsaari är en ö i Finland.   Den ligger i kommunen Ikalis i den ekonomiska regionen  Nordvästra Birkalands ekonomiska region  och landskapet Birkaland, i den sydvästra delen av landet, 200 km norr om huvudstaden Helsingfors.